# Wrzoski
Wrzoski (deutsch Wreske, 1936–1945 Heidefeld O.S.) ist ein Stadtteil der Stadt Oppeln. Bis 2016 lag die oberschlesische Ortschaft in der Gemeinde Dąbrowa (Dambrau) im Powiat Opolski (Landkreis Oppeln).

## Geographie

### Geographische Lage
Das Straßendorf Wrzoski liegt sechs Kilometer östlich vom ehemaligen Gemeindesitz Dambrau und sieben Kilometer westlich von der Kreisstadt und Woiwodschaftshauptstadt Opole (Oppeln). Wrzoski liegt in der Nizina Śląska (Schlesischen Tiefebene) innerhalb der Równina Opolska (Oppelner Ebene). Nördlich des Ortes verläuft die Landesstraße Droga krajowa 46. Durch den Ort selber verläuft die Woiwodschaftsstraße Droga wojewódzka 414.

### Nachbarorte
Nachbarorte von Wreske sind im Westen Dąbrowa (Dambrau), im Nordwesten Karczów (Schönwitz), im Osten der Oppelner Stadtteil Bierkowice (Birkowitz) und im Süden direkt angrenzend Chróścina (Chrosczinna) und Mechnice (Muchenitz).

## Geschichte

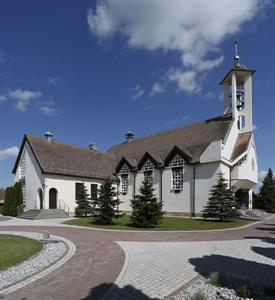
Josefskirche

Die Ortschaft wurde erstmals 1297 als Wrozki erwähnt.
Nach dem Ersten Schlesischen Krieg 1742 fiel Zirkowitz mit dem größten Teil Schlesiens an Preußen.
Nach der Neuorganisation der Provinz Schlesien gehörte die Landgemeinde Wreske ab 1816 zum Landkreis Oppeln im Regierungsbezirk Oppeln. 1861 zählte der Ort 363 Einwohner. 1865 gehörte Wreske zur Pfarrei in Chrosczinna. Die Schule befand sich ebenfalls in Chrosczinna. 1874 wurde der Amtsbezirk Chrosczinna  gegründet, welcher die Landgemeinden Bowallno, Chrosczinna, Muchenitz und Wreske sowie den Gutsbezirk Chrosczinna umfasste.
Bei der Volksabstimmung in Oberschlesien am 20. März 1921 stimmten 84 Wahlberechtigte für einen Verbleib bei Deutschland und 254 für die Zugehörigkeit zu Polen. Da es aber im damaligen Landkreis Oppeln insgesamt eine große Mehrheit für Deutschland gab, verblieb auch Wreske beim Deutschen Reich. 1933 lebten 599 Menschen im Ort. Im Zuge der „Verdeutschung fremdländischer Ortsnamen“ unter den Nationalsozialisten wurde der Ort am 19. Mai 1936 in Heidefeld umbenannt. 1939 hatte der Ort 635 Einwohner. Bis 1945 befand sich der Ort im Landkreis Oppeln.
Bis 1945 gehörte der Ort zum Landkreis Oppeln in der preußischen Provinz Oberschlesien. Danach kam der Ort unter polnische Verwaltung und wurde in Wrzoski umbenannt und der Woiwodschaft Schlesien angeschlossen. 1950 kam der Ort zur Woiwodschaft Oppeln. 1952 wurde Wrzoski nach Chróścina eingemeindet. 1975 wurde Wrzoski zusammen mit der Gemeinde Chrosczinna nach Dambrau eingemeindet. 1999 kam der Ort zum wiedergegründeten Powiat Opolski. Zum 1. Januar 2017 wurde Wreske in die Stadt Oppeln eingemeindet.

## Sehenswürdigkeiten
- Die römisch-katholische Josefskirche (poln. Kościół św. Józefa Robotnika) wurde zwischen 1982 und 1988 erbaut.[9]
- Wegekapelle mit Marienbild
- Dorfteich

## Vereine
- Freiwillige Feuerwehr OSP Wzroski
- Sportverein LZS Chmielowice